# География Эсватини

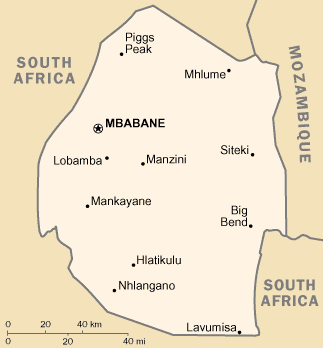
Карта Эсватини

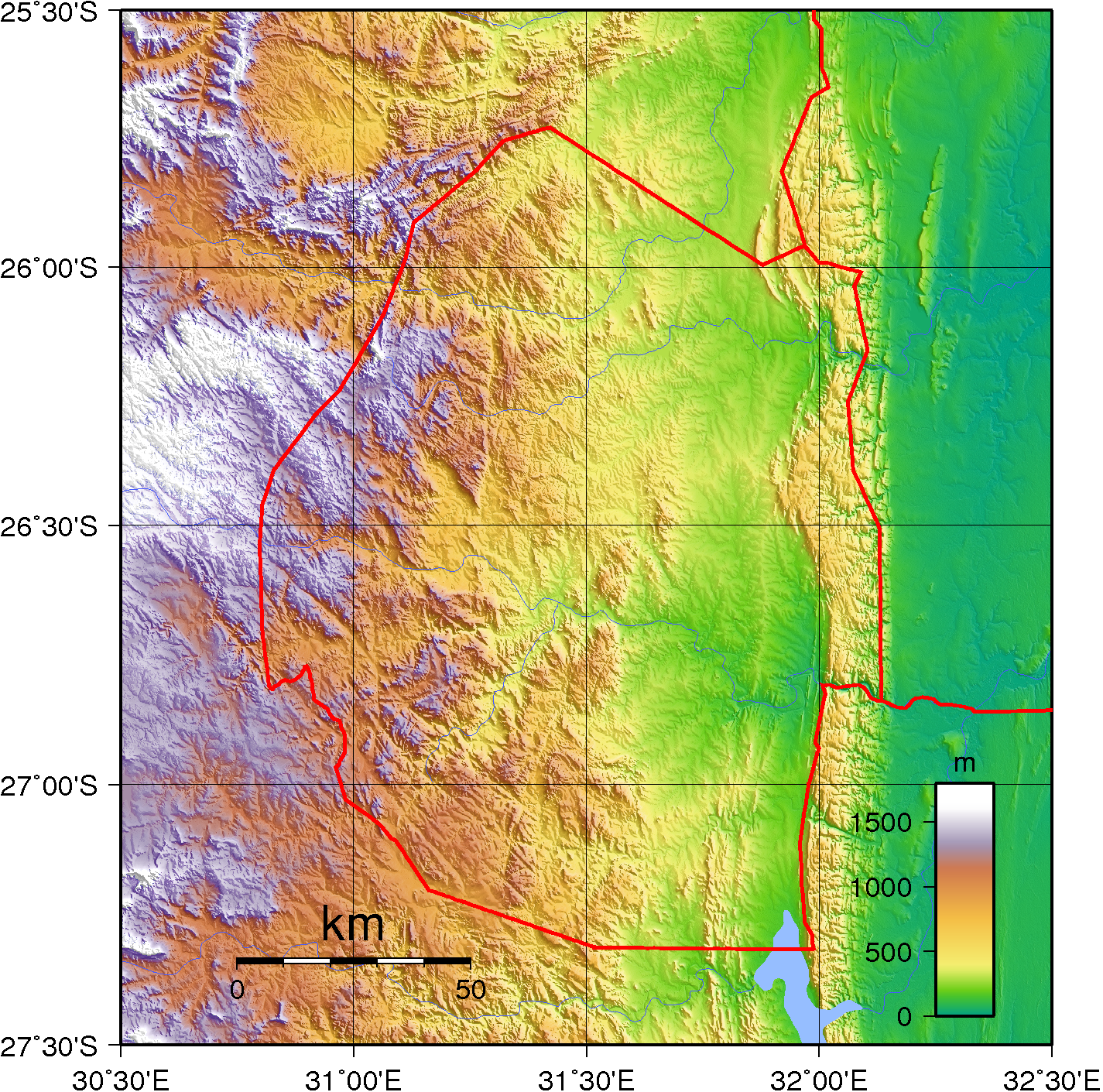
Топографическая карта Эсватини

Эсватини предоставляет большое разнообразие природных ландшафтов, от горных территорий вдоль границы с Мозамбиком до саванн на востоке и влажных лесов на северо-западе. По территории страны протекают несколько рек, в том числе и река Лусутфу. 
Занимает площадь 17 363 км².
Официальная столица страны — Мбабане (67 200 жителей 2004).

## Климат
Климат варьируется от тропического до умеренного. Осадки выпадают в основном в периоде летних месяцев, часто в виде гроз, а зима является сухим сезоном. Самое большое годовое количество осадков в Хайвельде, от 1000 до 2000 мм осадков. 

## География
Местность в основном состоит из гор и холмов, с некоторыми равнинами. Самая низкая точка — река Мапуту. Самая высокая точка — Эмлембе. 
Эсватини не имеет выход к морю, береговой линии и морских претензий. В плане сухопутных границ Эсватини имеет границу с двумя государствами. Длина границы составляет 105 км с Мозамбиком, а с ЮАР — 430 км. Общая протяжённость сухопутной границы — 535 км.

## Природные ресурсы
Эсватини имеет асбест, уголь, глину, касситерит, гидроэнергетику, леса, тальк и небольшие месторождения золота и алмазов. 